# Битка на Халкин Голу
Битка на Халкин Голу (монг. Халхын голын байлдаан; рус. бой на реке Халхин-Гол; јап. ノモンハン事件 Nomon-Han Jiken) биле су одлучујуће у необјављеном совјетско-јапанском пограничном рату који су водили Совјетски Савез и НР Монголија с Јапаном и Манџукуом 1939. године. Сукоби су добили име по реци Халкин Гол, која протиче подручјем гдjе су вођени. У Јапану, одлучујућа битка у овом конфликту позната је као Инцидент код Номонхана, према оближњем селу на граници Монголије и Манџурије. Битке су завршиле потпуним поразом јапанске шесте армије.

## Позадина
До 1900. Манџурија је била део руског интересног подручја. У оквиру јапанских експанзионистичких тежњи у источној Азији, Јапан је 1903. захтевао повлачење pуске војске из Манџурије и признавање јапанских интереса у Кореји. Конфликти који су из тога произашли довели су 1904. године до Руско-јапанског рата који је завршио победом Јапана, а Русија је 1905. морала напустити Манџурију и вратити је Кини. Јапан је након Првог јапанско-кинеског рата у своју интересну сферу укључио Кореју, а занимале су их и сировине из Манџурије. Због превоза тих сировина из Манџурије у Кореју а затим бродовима за Јапан, саграђена је Јужноманџурска железница коју је чувала Квантуншка армија. Како би и дугорочно осигурао испоруку ових сировина, Јапан је тежио за већим политичким утицајем у Манџурији. Након инцидента у Мукдену уследила је јапанска инвазија на Манџурију којом је Квантуншка армија запосела Манџурију и онде почетком 1932. установила марионетску државу Манџукуо.
САД као и Лига народа снажно су протестовали против ове окупације, односно анексије, но нису предузети никакви даљи кораци с тим у вези, а јапански експанзионизам према Кини довео је до Другог јапанско-кинеског рата.
Након што су окупирали Манџурију, Јапанци су свој војни интерес окренули ка северу, према Совјетским и Монголским подручјима уз њене границе. Први већи Совјетско-јапански гранични сукоб, битка код језера Хасан, збио се 1938. године у Приморју. У то време сукоби између совјетских и јапанских јединица на границама Манџурије били су чести. Јапанци су сматрали да је граница између Манџукуа и Монголије на реци Халкин Гол која утиче у језеро Буир. Супротно томе, Монголи и њихови савезници Совјети сматрали су да је граница око 16 km источно од реке, поред насеља Номонхан.

## Битка
Године 1934, Монголија и СССР су увиделе неопходност о међусобној сарадњи на узајамној одбрани пред претњом растућег јапанског војног присуства у Манџурији и Унутрашњој Монголији. Дана 12. марта 1936, сарадња је ојачана десетогодишњим монголско-совјетским споразумом о пријатељству, који је укључивао узајамни одбрамбени протокол.
29. јула 1938. јапанске снаге јачине две пешадијске дивизије и пет бригада, уз подршку артиљерије и тенкова, упале су на територију СССР у зони језера Хасан. Јединице Црвене армије, из састава Прве специјалне далекоисточне армије успешно су одбиле јапански напад због чега је Јапан био принуђен да 2. августа закључи примирје. Међутим, овај пораз није умањио аспирације Јапана према територији Совјетског Савеза.
Маја 1939, монголска коњичка дивизија се сукобила са коњицом Манџукуо на спорним територијама источно од реке Халха. Јапански одред је отерао Монголе преко реке. Совјетске трупе, распоређене на тим територијама у складу са споразумом о узајамној одбрани, су разбиле јапански одред. Ескалација сукоба се испоставила неизбежном и обе стране су искористиле јун да појачају снаге. Дана 1. јула јапанске снаге су бројале 38.000 војника, а комбиноване совјетско-монголске снаге су имале 12.500 војника. Јапанци су прешли реку, али су након тродневних борби натерани у повлачење.
Дана 20. августа, Георгиј Жуков је покренуо велику офанзиву са жестоким нападима из ваздуха и трочасовним артиљеријским бомбардовањем, након чега су три стрељачке дивизије и 5 оклопних бригада, уз подршку авијације и великом количином артиљерије (укупно 57.000 војника), напале 75.000 јапанских војника укопаних у том подручју. Дана 23. августа целокупне јапанске снаге су опкољене, а 31. августа у великој мери и уништене. Артиљеријски и ваздушни напади су збрисали оне Јапанце који су одбили да се предају. Јапан је затражио прекид ватре, а сукоб се завршио споразумом који су потписали СССР, Монголија и Јапан 15. септембра 1939. у Москви.
У овом сукобу, према совјетским изворима, губици Црвене армије износили су око 9.000 мртвих и рањених, док независни извори сматрају да је реална цифра била ближа 17.000. Губици јапанских снага износили су око 45.000 мртвих и рањених и 3.000 заробљених војника.
Убрзо након прекида ватре, Јапанци су тражили приступ бојном пољу да покупе своје мртве. Проналажење на хиљаде мртвих је био додатни шок већ уздрманом моралу јапанских војника. После овог пораза Јапан је прешао у дефанзиву на фронту ка СССР, што је дозволило Црвеној армији да пребаци 12 дивизија далекоисточних трупа на европско бојиште у јесен 1941.